# Marjan Urbančič
Marjan Urbančič (* 1964) ist ein ehemaliger jugoslawischer Skispringer.

## Werdegang
Urbančič startete in Oberstdorf und Innsbruck bei der Vierschanzentournee 1980/81 und gab damit auch sein Debüt im Skisprung-Weltcup. Nach einem 64. und einem 80. Platz belegte er am Ende Rang 101 der Tournee-Gesamtwertung. Bei der folgenden Skiflug-Weltmeisterschaft 1981 in Oberstdorf auf der Heini-Klopfer-Skiflugschanze erreichte er den 33. Platz. Bei den Junioren-Weltmeisterschaften 1981 in Schonach im Schwarzwald erreichte er den 10. Platz. Ein Jahr später bei den Junioren-Weltmeisterschaften 1982 in Murau erreichte er den 16. Platz. Bis März 1984 gelang es Urbančič im Weltcup nicht, die Punkteränge zu erreichen. Daraufhin beendete er nach der Saison 1983/84 seine aktive Karriere auf Weltcup-Ebene.

## Statistik

### Vierschanzentournee-Platzierungen
| Saison  | Platz | Punkte |
| ------- | ----- | ------ |
| 1980/81 | 101.  | 174,8  |